# Omar Apollo
Omar Apollo (* 20. Mai 1997 in Hobart, Indiana; eigentlich Omar Apolonio Velasco) ist ein US-amerikanischer R&B-Sänger.

## Biografie
Omar Apolonio Velasco, Sohn mexikanischer Einwanderer, wuchs in der Kleinstadt Hobart in Indiana auf und begann mit 12 Jahren mit dem Gitarrespielen. Während der Schulzeit begann er, mit seinem Laptop zuhause Songs aufzunehmen und unter dem Künstlernamen Omar Apollo online zu stellen. Mit 18 verließ er die Schule und setzte auf eine Musikkarriere. Seine Onlineveröffentlichungen wie {}[] und Brakelights verschafften ihm erste Aufmerksamkeit, die er mit Auftritten in den Großstädten von Indiana und Illinois weiter steigerte. Ab 2018 folgten erste EPs und Kollaborationen mit Dominic Fike bei Hit Me Up und C. Tangana bei Te olvidaste. Letztere war bei den Latin Grammys in der Kategorie Single des Jahres nominiert und etablierte ihn endgültig im Musikgeschäft.
Im April 2022 erschien sein Debütalbum Ivory, mit dem er sich unter den Top 100 der US-Albumcharts platzieren konnte. Daniel Caesar und Kali Uchis gehörten zu den Mitwirkenden darauf. Mit der Liveaufnahme des Albumsongs Evergreen (You Didn’t Deserve Me at All) schaffte er es im Herbst auch in die Singlecharts und war darüber hinaus sogar in England und Australien in den Charts erfolgreich. Bei den Grammy Awards 2023 wurde er daraufhin für die Auszeichnung als Best New Artist nominiert. Im Jahr darauf veröffentlichte er sein zweites Album God Said No, das auf Platz 56 der US-Charts einstieg, aber nicht so erfolgreich war wie das Debüt.
Omar Apollo, der offen schwul lebt, hatte 2024 auch seine erste Schauspielrolle. In der Burroughs-Verfilmung Queer spielte er eine Liebesbekanntschaft der Hauptfigur William Lee, die von Daniel Craig gespielt wurde.

## Diskografie
Alben
- Apolonio (Mixtape, 2020)
- Ivory (2022)
- God Said No (2024)

EPs
- Stereo (2018)
- Friends (2019)
- Live at NPR’s Tiny Desk (2022)
- Live for Me (2023)
- God Said No – Live (2024)

Lieder
- Brakelights (2017)
- Ugotme (2017)
- Erase (2018)
- Hit Me Up (mit Dominic Fike & Kenny Beats, 2019)
- Imagine U (2020)
- Stayback (2020)
- Kamikaze (2020)
- Te olvidaste (mit C. Tangana, 2021)
- Evergreen (You Didn’t Deserve Me at All) (live, 2022)
- 3 Boys (2023)
- Dispose of Me (2024)
- Less of You (2024)